# Gazelle (Stany Zjednoczone)
Gazelle – jednostka osadnicza w Stanach Zjednoczonych, w stanie Kalifornia, w hrabstwie Siskiyou.